# Franz Tobisch (politik)
Franz Tobisch (25. února 1868 Lubenec – 13. června 1917 Vídeň) byl rakouský a český lékař a politik německé národnosti, na počátku 20. století poslanec Českého zemského sněmu a Říšské rady.

## Biografie
Vychodil školu v rodném Lubenci, pak gymnázium a následně absolvoval medicínu na německé univerzitě v Praze.
Na počátku století se zapojil do zemské a celostátní politiky. Ve volbách do Říšské rady roku 1911 se stal poslancem Říšské rady (celostátní parlament), kde reprezentoval obvod Čechy 101. Usedl do poslaneckého klubu Německý národní svaz, v jehož rámci zastupoval Německou radikální stranu.
Předtím, ve volbách v roce 1908 byl zvolen i do Českého zemského sněmu v kurii městské (volební obvod Frýdlant, Neustadt, Chrastava). Politicky se uvádí jako všeněmec. Na Říšské radě se zapojil do několika výborů, zejména zdravotnického.
Zemřel náhle v červnu 1917. Ještě den před smrtí se podílel na práci Říšské rady.